# Национално знаме на Албания
Националното знаме на Албания е правоъгълно, с черен двуглав орел в центъра на червено поле. Идеята за него идва от сходния печат на Георги Кастриоти Скендербег – албанец, живял през 15 век, който ръководил въстание срещу Османската империя, довело до краткосрочна независимост на Албания от 1443 до 1478 г.
Днешното национално знаме е прието официално на 7 април 1992 г. Предишните албански режими са използвали почти същото знаме, като Кралство Албания и следвоенна комунистическа Албания. В първия случай над орела е изобразен „Шлемът на Скендербег“, а във втория – червена звезда с жълт кант над орела.

## Дизайн
Националното знаме на Албания представлява червено поле с черен двуглав орел в средата, с отворени криле настрани. Всяко от крилата на орела има девет пера, а опашката има седем пера. Размерът на националното знаме е в съотношение 1 към 1,4 единици (5:7). Описанието е записано в Конституцията на страната приета на 28 ноември 1998 г. и описано в детайли в „Закона за формата и размера на националното знаме, съдържанието на националния химн, формата и размерите на герба на Република Албания и начините за тяхното използване“ от 22 юли 2002 г.

Чл. 14.2 Държавното знаме на Албания е червено с двуглав черен орел в средата. 

Цветовете на знамето на Албания са определени в „Закона за формата и размера на националното знаме, съдържанието на националния химн, формата и размерите на герба на Република Албания и начините за тяхното използване“. В този закон е официално определен само оттенъкът на червения цвят във формат CMYK, а черният цвят няма официално определение.
| Цвят | Официален цветови модел | RGB цветови модел | HEX цветови модел |
| ---- | ----------------------- | ----------------- | ----------------- |
|      | CMYK(0, 100, 100, 0)    | (237, 28, 36)     | #ed1c24           |
|      | -                       | (0, 0, 0)         | #000000           |
|      |                         | (0, 0, 0)         | #                 |
|      |                         | (0, 0, 0)         | #                 |
|      |                         | (0, 0, 0)         | #                 |
|      |                         | (0, 0, 0)         | #                 |

## Знаме през годините
- 19 век
- (1912)
- (1912 – 1914)
- (1914 – 1920)
- (1920 – 1926)
- (1926 – 1928)
- (1928 – 1934)
- (1934 – 1939)
- (1939 – 1943)
- (1943 – 1944)
- (1944 – 1946)
- (1946 – 1992)